# プライマリ・ヘルス・ケア
プライマリ・ヘルス・ケア（Primary Health Care、略称:PHC）は、1978年、カザフスタンアルマ・アタ（現：アルマトイ）で開かれた世界保健機関と国際連合児童基金による合同会議における宣言文、アルマ・アタ宣言で初めて定義づけられた。
現実的で科学的妥当性があり社会的に許容可能な方法論と技術の基づいており、コミュニティにおける個人と家族が彼らの完全な参加を通して普遍的にアクセス可能で、自己決定の精神に基づいて発展のすべてのステージにおいてコミュニティと国が維持することが可能なコストで提供可能な、必要不可欠なヘルスケア

Primary health care is essential health care based on practical, scientifically sound and socially acceptable methods and technology made universally accessible to individuals and families in the community through their full participation and at a cost that the community and country can afford to maintain at every stage of their development in the spirit of selfreliance and self-determination. (WHO 1978, Declaration: VI)

プライマリ・ヘルス・ケア（以下、PHC）は、すべての人にとって健康を基本的な人権として認め、その達成の過程において住民の主体的な参加や自己決定権を 保障する理念であり、そのために地域住民を主体とし、人々の最も重要なニーズに応え、問題を住民自らの力で総合的にかつ平等に解決していく方法論・アプローチでもある。
PHCは、「すべての人々に健康を（Health For All by the Year 2000 and beyond）」イニシアティブの目標達成の鍵としてWHO加盟国によって承認された。PHCの歴史的展開については、記事「グローバル・ヘルス」を参照。

## PHCの5原則
PHCは、以下の実施上の5原則（あるいは4原則）、そして8つの具体的活動項目から成る。
実施上の5原則は以下の通りである。
1. 住民のニーズに基づく方策
2. 地域資源の有効活用 [2]
3. 住民参加
4. 他のセクター（農業、教育、通信、建設、水など）との協調、統合 [3]
5. 適正技術の使用（2に含めることもある）

## PHCの具体的な活動項目
PHCの具体的な活動項目としては以下の8項目が挙げられている。
1. 健康教育（ヘルス・プロモーション）
2. 食料確保と適切な栄養
3. 安全な飲み水と基本的な環境衛生
4. 母子保健（家族計画を含む）
5. 主要な感染症への予防接種
6. 地方風土病への対策
7. 簡単な病気や怪我の治療
8. 必須医薬品の供給

アルマ･アタ宣言以降、各国がPHCに取り組む過程で、これら8項目以外に、HIV/エイズ、女性の健康（リプロダクティブ・ヘルス）、メンタルヘルス、障害者の健康などがPHCの重点項目として追加される場合もある。

## 包括的PHCと選択的PHC
ヘルスケアサービスは、人間の生存にとって必要不可欠なものであるが、国の経済、政治、社会によって国民のニーズもサービスシステムも異なる。このような中で、PHCが事情の異なる国々にどのように受け入れられるのか、アルマ・アタ宣言議決当初から多くの懸念や批判が出された。
またPHCを主導する人々の間でも、様々な方法論が展開されるようになった。中でも、その後の保健開発戦略の主流を成すようになったのは、WalshとWallenによる「選択的PHC（Selective Primay Health Care）」である。
彼らは、アルマ・アタ宣言で唱えられたPHCを包括的PHCと呼んで区別し、包括的PHCの達成には長い年月がかかるため、それを実現するための中間的な方法論として特定のターゲットを設定する必要があるとして、選択的PHCを提唱した。例えば、予防接種プログラムなどがその範疇に入る。
選択的PHCの考え方は、援助実施機関にとっては、効率性とコスト、評価の容易さ、効果の目に見えやすさなどの観点から魅力的であり、多くのドナーで取り入れられ、複数の選択的PHCをパッケージ化して提供する手法が一般化していった。
一方で、選択的PHCは、逆に包括的PHCの支持者からも批判を受けている。批判の要点は次のような点に集約できる。
- トップダウン型のアプローチに近く、アルマ・アタ宣言の理念である住民参加型のボトムアップ型アプローチにはほど遠い。
- 成果は見えやすいが、結局は一時的な成果にとどまり、持続可能でない。
- 援助機関に迎合した方法論になりやすく、PHCといっても結果的に医療的なアプローチ戻ってしまう可能性がある。

## 先進国におけるPHC
欧米先進国において一般的に用いられるPHCは、アルマ・アタ宣言による定義とは大きく異なっている。先進国におけるPHCの定義は米国医学研究所（IOM）によるものが有名である。
プライマリ・ヘルス・ケアとは、患者各人が抱える問題の大部分に対応し、患者と継続的な共同関係を築き、家族や地域という枠組みの中で責任をもって診療する臨床医によって提供される、統合された、容易に享受できる医療サービスである。
先進国におけるPHCは、「0次医療」と訳されることがある通り、医療の枠組の中で医療者が提供するサービスの一つという捉え方が主体である。アルマ・アタ宣言に結実したPHCは、医療人類学、社会学、国際開発学的なコンテキストから生成された概念であり、途上国の保健医療開発の過程で失敗した「医療中心モデル」に対するアンチテーゼとして登場した。そのため、PHCの構成要素の多くは医療以前の「保健」の領域からなっている。一方先進国においては、健康保険制度、医療者の数・質はある程度整っており、医療へのかかりやすさは高い。そのため、「医療者」と「患者、家族、地域」という関係性を軸とすることが可能である。そこでは家庭医療・かかりつけ医などをベースとした医療中心モデル、すなわち医療サービスとしてのプライマリ・ケアが有効に機能しうる。
家庭医療の原理として、オレゴン健康科学大学家庭医療学教授JohnW.Saultzは、以下の5項目を挙げている。
家庭医療のACCCC
- 近接性 Access to Care
- 包括性 Comprehensive Care
- 協調性 Coordination of Care
- 継続性 Continuity of Care
- 文脈性 Contextual Care

この5項目は、アルマ・アタ宣言とは異なる文脈から作られた原理であるが、視点としては本質的にアルマ・アタ宣言のPHC実施上の5原則に近いものになっている。先進国におけるPHCは、サービスの主体が医療者であるなど途上国におけるPHCとは異なる面も多いが、根本的な思想としては似通っているのである。